# Manfred Köhnlechner
Manfred Köhnlechner (* 1. Dezember 1925 in Krefeld; † 10. April 2002 in Grünwald bei München) war ein deutscher Verlagsmanager und Heilpraktiker. In den Medien setzte er sich dafür ein, die Alternativmedizin in Deutschland populär zu machen.

## Leben
Köhnlechner studierte Rechts- und Finanzwissenschaften an der Universität Würzburg und promovierte 1953 an der Universität Mainz mit einer Arbeit zum Insolvenzrecht. Er arbeitete von 1952 bis 1954 als Syndikus des Deutschen Apothekerverbandes, danach kurzzeitig für die Bundesfinanzverwaltung. Nach der Zulassung als Rechtsanwalt im Jahr 1955 wurde er Syndikus des Bertelsmann-Konzerns und war von 1957 bis 1970 dessen Generalbevollmächtigter und somit auch einer der bestbezahlten Manager in Deutschland. In dieser Position war er beteiligt an der Einigung über die Beteiligung Bertelsmanns am Verlag Gruner und Jahr.
Nach einem Reitunfall im Jahr 1970 wurde er durch einen Heilpraktiker erfolgreich behandelt. Daraufhin begann er selbst, sich für alternative Heilmethoden zu interessieren. Er kündigte seinen Vertrag bei Bertelsmann, der noch bis 1985 lief, und verkaufte seine Anteile an dem Verlag für eine Millionensumme.
Nach seinem Ausstieg bei Bertelsmann startete Köhnlechner eine neue Karriere als Heilpraktiker. Er legte 1972 die Prüfung ab und eröffnete eine Naturheilpraxis im Grünwalder Promi-Viertel Geiselgasteig. Zunächst spezialisierte er sich auf Akupunktur, in Deutschland damals noch weitgehend unbekannt. Dies änderte sich mit Köhnlechners Auftritt in einer Fernsehshow bei Dietmar Schönherr im Jahr 1974, in der er live Trude Herr „behandelte“. Das war der Beginn seiner Popularität. 1974 kannten ihn 40 Prozent der befragten Bundesbürger, 1981 waren es 98 Prozent. Köhnlechner behandelte auch Prominente und gründete 1974 das Manfred-Köhnlechner-Institut für Erfahrungsmedizin. Seine Praxis leitete er seitdem nur noch als Manager, die Behandlungen wurden von anderen Heilpraktikern ausgeführt. 1985 gründete er die Manfred-Köhnlechner-Stiftung zur Förderung biologisch-naturheilkundlicher Verfahren.
Köhnlechner schrieb insgesamt etwa 30 Bücher. In mehreren Büchern widmete er sich dem Thema Krebs und dessen Vermeidung, vor allem durch die Ernährung. Er verstand es, die Medien für die Propagierung seiner Theorien zu nutzen, nicht zuletzt die Bild-Zeitung. Unter anderem setzte er sich für die Neuraltherapie und die Ozontherapie ein und pries den therapeutischen Nutzen von Aderlässen, Taigawurzeln, Knoblauch, Essig und Schlangengift. Mediziner griffen Köhnlechner häufig heftig an und bezeichneten ihn als Scharlatan, der mit unsinnigen Methoden und falschen Versprechungen viel Geld mache. Aber auch in Heilpraktiker-Kreisen war er umstritten; er forderte öffentlich, die Naturmedizin gehöre in die Hände von akademisch ausgebildeten Ärzten.
1989 erhielt er den skandinavischen Preis für Naturmedizin; in Deutschland wurde er vom Verband Deutscher Heilpraktiker mit der Hahnemann-Medaille ausgezeichnet.
Mit 75 Jahren schwamm Köhnlechner angeblich noch täglich 1000 Meter. 1952 schloss er eine Ehe mit Marianne Lindner, die 1980 geschieden wurde. 1992 schloss er seine dritte Ehe mit einer 33 Jahre jüngeren Frau.
Manfred Köhnlechner starb an den Folgen eines Krebsleidens. Seine Grabstelle befindet sich auf dem Waldfriedhof Grünwald.

## Köhnlechner-Diät
Die nach Köhnlechner benannte Diät wurde zunächst von Maria Lange-Ernst veröffentlicht. Es handelt sich um eine Mischung aus der Trennkost nach Howard Hay und einer Low-Carb-Diät wie die Atkins-Diät. Außerdem wird behauptet, dass der Mensch kein „Pflanzenfresser“ sei und Rohkost schlecht vertrage, vor allem Obst. Dafür wird das Trinken von Essigwasser empfohlen, das angeblich die Verbrennung von Körperfett ankurbelt (Fatburner). Wissenschaftlich nachweisbar ist dieser Effekt nicht.
Kohlenhydrate werden bei dieser Diät nur morgens zum Frühstück in Form von trockenem Brot oder trockenen Brötchen aufgenommen. Ansonsten dürfen nur mageres Fleisch, Weißwurst, Fisch, Tatar, Innereien und magere Milchprodukte verzehrt werden sowie gedünstetes Gemüse und Salat. Als Obst erlaubt sind Grapefruits, Stachelbeeren und Honigmelonen. Die Kalorien werden nicht gezählt. Ernährungswissenschaftler lehnen diese Diät mehrheitlich als völlig ungeeignet zum Abnehmen ab.

## Bibliographie (Auswahl)
- Vermeidbare Operationen. Die verschenkte Chance (1975)
- Gesund mit Köhnlechner (1978)
- Gesundheit, eine Utopie? Der Weg zum mündigen Patienten (1979)
- ALKOHOL Droge Nr. 1  (1982)
- Medizin ohne Maß. Plädoyer für gewaltlose Therapien und gegen sinnlose Tierversuche (1983)
- Gesund leben macht Spaß (1986)
- als Hrsg.: Handbuch der Naturheilkunde. 2 Bände (3. Aufl. Köln 1986)
- Die sieben Säulen der Gesundheit. Krankheit ist kein Schicksal (1987)
- Erfolgsmethoden gegen die Krankheiten unserer Zeit. (1991)
- Mutter ist der beste Arzt. Bewährte Hausmittel (1992)
- Biologische Medizin heute (1993)
- Die Natur hilft (1993)
- Erfolgsmethoden gegen die Krankheiten unserer Zeit (1993)
- Hilfe bei Krebs (1998)
- Krebs ist kein Schicksal. Früherkennung und Möglichkeiten der Behandlung (1998)
- Lebenskraft durch Knoblauchtherapie (1998)
- Die Heilkräfte des Weins (2001)

## Zitat
„Seine Methoden sind nicht alle zu empfehlen, doch der als ‚Münchhausen der Medizin‘ Verunglimpfte war ein Pionier der Naturmedizin, deren Boom in den Achtzigern ohne ihn kaum denkbar wäre.“ (Aus dem Nachruf der Zeitung Die Welt)